# Sự kiện Tế Nam
Sự kiện Tế Nam (tiếng Nhật: 済南事件) hoặc Thảm án ngày 3 tháng 5 (giản thể: 五三惨案; phồn thể: 五三慘案; Hán-Việt: Ngũ tam thảm án; bính âm: Wŭsān Cǎn'àn) bắt đầu như một cuộc tranh chấp giữa Quốc dân Cách mệnh Quân (NRA) và binh lính, dân thường Nhật Bản ở Tế Nam, thủ phủ của tỉnh Sơn Đông, sau đó leo thang thành xung đột vũ trang giữa NRA và Lục quân Đế quốc Nhật Bản.
Binh lính Nhật đã được triển khai đến Sơn Đông để bảo vệ lợi ích thương mại của Nhật Bản tại nơi đây, vốn đang bị đe dọa bởi cuộc Bắc phạt của Tưởng Giới Thạch nhằm mục đích thống nhất Trung Quốc. Khi NRA đến Tế Nam, quân của Tôn Truyền Phương, vốn liên kết với chính phủ Bắc Dương, đã rút khỏi khu vực, cho phép NRA chiếm giữ thành phố một cách hòa bình. Ban đầu, NRA  cố gắng chung sống hòa bình với quân Nhật đóng quanh lãnh sự quán và doanh nghiệp Nhật, và Tưởng Giới Thạch đã đến để đàm phán về việc rút quân vào ngày 2 tháng 5. Tuy nhiên, ngay sáng hôm sau, một cuộc tranh chấp nổ ra giữa Trung Quốc và Nhật Bản dẫn đến cái chết của 13–16 thường dân Nhật. Kết quả là cuộc xung đột đã cướp đi sinh mạng của hàng nghìn người theo phe NRA, và nhiều người khác đã bỏ chạy về phía bắc tới Bắc Kinh. Thành phố Tế Nam nằm dưới sự chiếm đóng của Nhật Bản cho đến tháng 3 năm 1929.

## Bối cảnh
Để thống nhất Trung Quốc dưới một chính quyền theo Quốc Dân Đảng (KMT), trong cuộc Bắc phạt, các tô giới nước ngoài và lãnh sự quán ở Nam Kinh và Hán Khẩu đã bị tấn công bởi Quốc dân Cách mệnh Quân và người dân vào tháng 3 - 4 năm 1927, trong trong sự kiện mà sau này được gọi là là Sự kiện Nam Kinh 1927 và Sự kiện Hán Khẩu. Sau đó, Tưởng Giới Thạch đã lặp lại tuyên bố rằng sẽ không dung thứ cho các cuộc tấn công chống nước ngoài của binh sĩ, và ngoại trưởng Quốc Dân Đảng Hoàng Phu nói rằng sẽ bảo vệ hết khả năng tính mạng và tài sản của người nước ngoài ở Trung Quốc theo luật quốc tế. Tuy vậy, các cường quốc nước ngoài, bao gồm Nhật Bản, vẫn lo ngại về sự lợi ích kinh tế và chính trị của họ ở Trung Quốc, đồng thời cương quyết không để sự cố như ở Nam Kinh sẽ không lặp lại lần nữa.

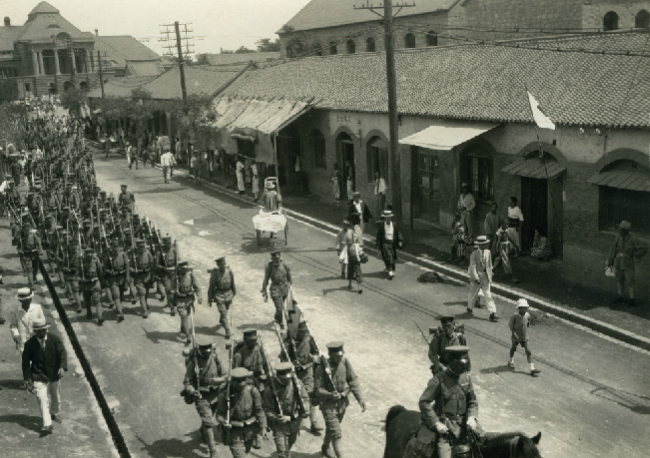
Quân đội Nhật trong khu phố thương mại, tháng 7 năm 1927. Có thể nhìn thấy nhà ga xe lửa Tế Nam ở nền phía sau.

Khi NRA buộc An quốc quân của chính phủ Bắc Dương rời khỏi Sơn Đông vào tháng 5 - 6 năm 1927, người Nhật, vốn coi nơi đây nằm trong phạm vi ảnh hưởng của mình, đã triển khai 4 nghìn lính thuộc Đạo quân Quan Đông đến Thanh Đảo và Tế Nam trong cái họ gọi là Đệ nhất Sơn Đông xuất binh (Xuất quân đi Sơn Đông lần thứ nhất) (第一山東出兵 Dai-ichi Santō Shuppei), bề ngoài là để bảo vệ dân thường Nhật Bản trước một cuộc tiến công của NRA.  Tưởng Giới Thạch muốn giữ quân của mình tránh xa Tế Nam, tránh những gì mà ông coi là một cuộc đụng độ vô ích và tốn kém với quân Nhật. Tương tự, thủ tướng Nhật Bản Tanaka Giichi biết rằng việc triển khai quân có thể dẫn đến xung đột với người Trung Quốc, và thay vì bảo vệ công dân Nhật Bản và các lợi ích kinh tế, có thể gây nguy hiểm cho chính họ. Như đã xảy ra, trong nỗ lực giải quyết sự chia rẽ giữa chính quyền Quốc Dân Đảng ở Vũ Hán và Nam Kinh, Tưởng buộc phải từ chức tư lệnh NRA và tạm dừng cuộc Bắc phạt vào tháng 8 năm 1927, từ đó tránh đựơc xung đột. Với mối đe dọa từ NRA không còn, người Nhật đã rút quân khỏi Tế Nam vào tháng 9 năm 1927.
Tìm cách tránh lặp lại xung đột tương tự và can thiệp sâu hơn của Nhật, vào ngày 5 tháng 11 năm 1927, khi trên danh nghĩa dừng chỉ huy cuộc Bắc phạt, Tưởng Giới Thạch gặp thủ tướng Nhật Bản Tanaka.  Trong cuộc họp, Tanaka gợi ý rằng người Nhật sẽ chỉ hỗ trợ Tưởng ở Trung Quốc, và không can thiệp vào công việc nội bộ của Trung Quốc. Tưởng đáp lại bằng cách nói rằng ông "hiểu" lợi ích của Nhật Bản ở Trung Quốc. Khi Tanaka nói rằng Tưởng nên tập trung vào việc củng cố quyền lực trong các lãnh thổ dưới sự kiểm soát của Quốc Dân Đảng, thay vì tiến về Bắc phạt những vùng ảnh hưởng của Nhật Bản ở Sơn Đông và Mãn Châu, Tưởng trả lời rằng đây là không thể. Cuộc thảo luận, do đó, đã kết thúc mà không có kết luận rõ ràng, mặc dù Tanaka được cho là rất hy vọng cho các cuộc gặp trong tương lai. Về phần mình, Tưởng coi cuộc gặp là một thất bại, nhưng vẫn duy trì cách tiếp cận là cố gắng làm việc với người Nhật để đạt được một giải pháp có thể chấp nhận được cho cả hai bên. Tuy vậy, Tưởng chỉ nắm giữ ít quyền lực ở Trung Quốc, phần lớn dựa vào lời hứa sẽ chấm dứt sự thống trị của nước ngoài và thống nhất đất nước để củng cố tính hợp pháp.

## Diễn biến

### Lực lượng NRA đến Tế Nam

Bản đồ các đợt di chuyển của quân tháng 4 - 5 năm 1928, trước khi sự kiện Tế Nam xảy ra.

Tháng 4 năm 1928, Tưởng Giới Thạch một lần nữa củng cố quyền lực, và tiếp tục cuộc Bắc phạt. NRA nhanh chóng đẩy lùi lực lượng của Tôn Truyền Phương, vốn liên kết với Chính phủ Bắc Dương, và tiến vào Sơn Đông. Tôn Truyền Phương rút lui bằng đường sắt đến Tế Nam vào ngày 17–18 tháng 4, mở toang con đường đến Tế Nam cho NRA. Khi người Nhật biết được việc này, Thủ tướng Tanaka, theo lời khuyên của các cố vấn quân sự, đã quyết định triển khai Sư đoàn 6 đến Tế Nam vào ngày 19 tháng 4, gọi là Đệ nhị Sơn Đông xuất binh (Xuất quân đi Sơn Đông lần thứ hai) (第二山東出兵 Dai-ni Santō Shuppei).
Mặc dù Tanaka còn phân vân về việc có nên xuất binh hay không, đảng của ông, Rikken Seiyūkai (立憲政友会, Lập hiến Chính hữu hội), đã tranh cử với lời hứa "bảo vệ công dân tại chỗ" trong cuộc bầu cử tháng 2 năm 1928, khiến ông khó có thể tiết chế phản ứng của Nhật Bản. Ngay cả trước khi Tanaka ra lệnh, quân đội dưới sự chỉ huy của Fukuda Hikosuke đã bắt đầu đến Tế Nam qua tuyến đường sắt Thanh Đảo-Tế Nam, đến sớm nhất vào ngày 10 tháng 4. Đây là lần nghiêm trọng đầu tiên quân đội Nhật Bản hành động đơn phương thời hậu Minh Trị Duy tân. Nhóm quân đáng kể đầu gồm 475 người, đến Tế Nam từ Thanh Đảo vào ngày 20 tháng 4, theo sau đó là hơn 4.000 quân bổ sung. Sự xuất hiện của quân Nhật tại Tế Nam, ngay khi lực lượng Bắc Dương rút lui đến đó, làm dấy lên nghi ngờ liệu Bắc Dương có yêu cầu sự can thiệp của Nhật Bản hay không. Điều này đã được Quốc dân Đảng sử dụng làm tuyên truyền, mặc dù lãnh đạo chính phủ Bắc Dương Trương Tác Lâm đã phủ nhận điều này. Cả chính phủ Bắc Dương và chính phủ Quốc Dân Đảng ở Nam Kinh đều phản đối hành động của Nhật Bản, coi đây là hành động vi phạm chủ quyền của Trung Quốc.
Khi NRA tiến hành tấn công gọng kìm vào Tế Nam, các tuyến đường sắt đến Thanh Đảo và Bắc Kinh đã bị hư hại, ngăn cản quân đội quân Bắc Dương nhận viện binh. Điều này cũng khiến NRA xung đột với người Nhật, vốn đang bảo vệ tuyến đường sắt Thanh Đảo-Tế Nam, mặc dù không có bạo lực nào nổ ra ở giai đoạn này. Vào ngày 29 tháng 4, hỗn loạn nổ ra khi lực lượng quân phiệt bắt đầu bỏ chạy về phía bắc qua cầu Lạc Khẩu, rút khỏi Tế Nam. Khi rời đi, họ được cho là đã tham gia cướp bóc, dù các khu vực có người Nhật sinh sống tiếp tục được quân Nhật bảo vệ. Sự bất mãn của công chúng với sự hiện diện của quân Nhật ở Sơn Đông ngày càng trở nên rõ ràng. Sự hiện diện của quân Nhật được coi là một nỗ lực của người Nhật nhằm giành quyền kiểm soát khu vực, giống như họ đã làm vào năm 1914 trong Chiến tranh thế giới thứ nhất. NRA đã hành quân vào Tế Nam trong suốt ngày 30 tháng 4 và ngày 1 tháng 5, và giành quyền kiểm soát mà không gặp bất kỳ khó khăn nào. Ngày 2 tháng 5, Tưởng Giới Thạch bắt đầu đàm phán để quân Nhật rút quân, cam đoan với Saitō Ryū là sẽ không có bất ổn ở Tế Nam, và vội vàng ra lệnh cho quân tiến về phía bắc, tránh bất kỳ xung đột tiềm ẩn nào. Sau cuộc đàm phán, Saitō quyết định bắt đầu chuẩn bị để rút quân, và nói rằng mọi vấn đề an ninh ở Tế Nam sau đó sẽ được giao lại cho Tưởng Giới Thạch. Fukuda sau đó đã tán thành quyết định này, và quân Nhật bắt đầu rút quân trong đêm 2 - 3 tháng 5.

### Xung đột giữa NRA và Nhật Bản vào ngày 3 tháng 5
Khu vực vẫn yên ổn, mặc dù tình hình căng thẳng, cho đến khi một cuộc đụng độ nổ ra giữa các binh sĩ Nhật và NRA vào sáng ngày 3 tháng 5. Nguyên nhân chính xác của cuộc đụng độ không rõ. Ngay lập tức phá hủy trạm tín hiệu của Trung Quốc sau khi cuộc đụng độ bắt đầu, người Nhật kiểm soát đường dây liên lạc duy nhất ra ngoài Tế Nam, buộc các phương tiện truyền thông nước ngoài khi đưa tin phải dựa hoàn toàn vào quan điểm của người Nhật. Nhật Bản cho rằng, theo như báo cáo của Fukuda, một nhóm lính Trung Quốc dưới sự chỉ huy của Hạ Diệu Tổ, người chịu trách nhiệm cho Sự kiện Nam Kinh, đã đột nhập vào văn phòng tờ báo Mãn Châu nhật nhật tân văn, và tấn công chủ sở hữu lúc 09:30. Một nhóm lính Nhật chỉ huy bởi Kumekawa Yoshiharu khi đang tuần tra khu vực đã vội vã đến hiện trường, và cố gắng ngăn chặn. Binh lính Trung Quốc sau đó nổ súng vào quân Nhật, khiến quân Nhật bắn trả. Theo Tưởng Giới Thạch, một người lính Trung Quốc ốm yếu đã cố gắng tìm cách điều trị tại một bệnh viện Thiên chúa giáo địa phương, với sự giúp đỡ của một người địa phương, đã bị lính Nhật chặn lại trên đường tới bệnh viện, gây ra một cuộc tranh cãi gay gắt. Sau đó, người Nhật đã bắn chết người lính và người địa phương đó. Tuy nhiên, các nguồn tin Trung Quốc khác nhau đã đưa tin về sự kiện một cách khác nhau. Điều này khiến nhiều người tin rằng Trung Quốc đã bịa chuyện để biện minh cho hành vi của mình. Cũng phải nói thêm rằng Đạo quân Quan Đông sau này đã sử dụng chiến thuật tin giả trong Sự kiện Hoàng Cô Truân và Sự kiện Phụng Thiên, bởi vậy không thể tin hoàn toàn vào báo cáo của Nhật Bản.

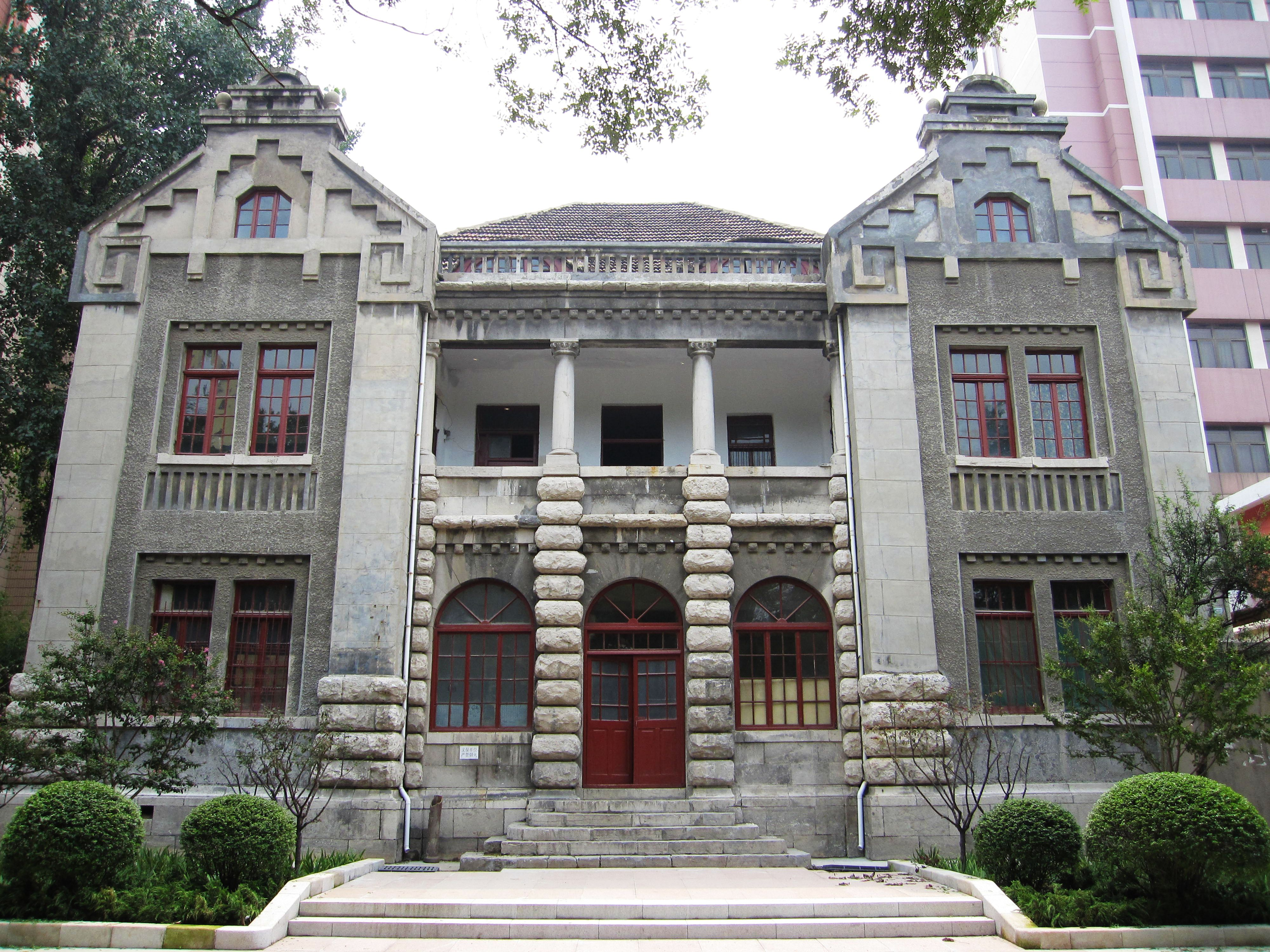
Tòa nhà văn phòng nước ngoài cũ ở Tế Nam, nơi Thái Công Thời thiệt mạng.

### Giao tranh ban đầu và đình chiến
Bất kể ai là người bắt đầu, cuộc đụng độ nhanh chóng dẫn đến một cuộc xung đột toàn diện giữa NRA và Quân đội Nhật Bản. Người Nhật báo cáo rằng binh lính NRA đã mất kiểm soát và hành động một cách nguy hiểm, gây ra tàn phá hàng loạt và thảm sát thường dân Nhật Bản. Quyền Tổng lãnh sự Anh cũng báo cáo rằng ông đã nhìn thấy thi thể của những người đàn ông Nhật Bản đã bị thiến. Trong một sự cố khiến cả đất nước Trung Quốc phẫn nộ, binh lính Nhật Bản đã tiến vào một tòa nhà mà sau này người Trung Quốc nói là trụ sở đàm phán ngoại giao và giết nhà ngoại giao Trung Quốc Thái Công Thời, tám nhân viên cấp dưới của ông, bảy binh sĩ NRA và một đầu bếp. Nhật Bản và Trung Quốc không đồng thuận về bản chất chính xác của vụ giết người. Người Nhật cho rằng họ bị tấn công từ trên và không biết rằng đó là một tòa nhà chính phủ hay việc Thái Công Thời ở trong có nhiệm vụ đàm phán thương lượng. Mặt khác, người Trung Quốc nói rằng tòa nhà đã được đánh dấu rõ ràng ở bên ngoài. Bên cạnh đó mũi, tai và lưỡi của Thái đã bị cắt, cũng như đôi mắt của ông bị khoét ra, trước khi bị hành quyết. Người Trung Quốc cũng nói rằng các nhân viên khác bị lột trần, đánh roi, lôi ra bãi cỏ phía sau và giết bằng súng máy. Đáp lại những báo cáo này, Saitō Ryū viết rằng điều này là "tuyên truyền", và rằng Thái chỉ đơn giản là bị bắn chết trong cuộc giao tranh đang diễn ra giữa Nhật Bản và Trung Quốc, và cũng như việc người ta không thể cắt tai hoặc mũi bằng lưỡi lê.
Các cuộc đàm phán sau đó nhanh chóng bắt đầu, với việc Tưởng và Fukuda đồng ý đình chiến. Tưởng Giới Thạch, không quan tâm đến xung đột với quân Nhật và muốn tiếp tục cuộc Bắc phạt, đã đồng ý rút quân khỏi thành phố, chỉ để lại một số nhỏ để giữ gìn an ninh trật tự. Tuy nhiên, vào ngày 4 tháng 5, người Nhật báo cáo rằng trưởng đoàn đàm phán của Nhật, Sasaki Tōichi, đã bị cướp và gần như bị đánh chết, và chỉ được cứu nhờ sự can thiệp của một trong những sĩ quan của Tưởng. Ngoài ra, Nhật còn tuyên bố rằng lời hứa của Tưởng đưa tất cả binh lính ra khỏi khu phố thương mại có người Nhật sinh sống trong thành phố đã không được thực hiện. Phát biểu sau vụ Sasaki, Tatekawa Yoshitsugu nói rằng Nhật Bản cần phải trừng trị những người lính Trung Quốc vô pháp để duy trì uy tín quốc gia và quân sự của Nhật Bản. Đáp ứng yêu cầu từ Fukuda, Thủ tướng Tanaka đã ra lệnh điều động quân tiếp viện từ Triều Tiên và Mãn Châu trong cái gọi là Đệ tam Sơn Đông xuất binh (Xuất quân đi Sơn Đông lần thứ ba) (第三山東出兵 Dai-san Santō Shuppei), bắt đầu đến Tế Nam vào ngày 7 tháng 5.

### Sự trả đũa của người Nhật
Sau khi củng cố lực lượng, Fukuda đã đưa ra một loạt các yêu cầu đối với Trung Quốc, phải được đáp ứng trong vòng mười hai giờ. Đó là: trừng phạt các sĩ quan Trung Quốc có trách nhiệm, tước vũ khí của lực lượng có trách nhiệm, sơ tán hai doanh trại quân đội gần Tế Nam, cấm tất cả các hoạt động tuyên truyền chống Nhật, và rút tất cả quân Trung Quốc ngoài 20 lí 2 bên tuyến đường sắt Thanh Đảo-Tế Nam. Người Nhật biết rằng Trung Quốc sẽ không thể đáp ứng yêu cầu trong khung thời gian đã nêu. Thay vào đó, việc này nhằm để nâng cao tinh thần của quân đội Nhật Bản, đe dọa người Trung Quốc và thể hiện quyết tâm của quân đội Nhật Bản đối với người nước ngoài. Đúng như dự đoán, các yêu cầu là bị người Trung Quốc coi là sỉ nhục và không thể chấp nhận được. Đáp lại, Tưởng, vốn đã rời khỏi khu vực, đã gửi thư đến Nhật Bản, nói rằng sẽ đáp ứng một số, nhưng không phải tất cả các yêu cầu đã nêu. Fukuda, người cho rằng yêu cầu không được đáp ứng, đã mở một cuộc tấn công toàn diện vào người Trung Quốc ở Tế Nam vào chiều ngày 8 tháng 5. Giao tranh ác liệt nhất xảy ra vào đêm 9-10 Tháng 5, với việc quân Nhật sử dụng pháo để bắn phá thành cổ, nơi quân NRA còn lại cố thủ bên trong. Người dân trong thành đã không được báo trước về cuộc bắn phá, được cho là đã dẫn đến nhiều thương vong. Nhóm binh sĩ Trung Quốc cuối cùng đã trốn thoát trong đêm 10-11 tháng 5. Đến sáng, quân Nhật đã giành được toàn quyền kiểm soát Tế Nam và chiếm các vị trí trong thành. Thành Tế Nam tiếp tục nằm dưới sự chiếm đóng của Nhật Bản cho đến tháng 3 năm 1929, khi hai bên đạt được thỏa thuận giải quyết tranh chấp. Người Nhật được cho là áp bức người dân trong thời kỳ chiếm đóng, với quyền tự do báo chí và hội họp bị cấm, thư từ qua bưu điện bị kiểm duyệt và nhiều người bị giết vì cáo buộc là cảm tình viên Quốc Dân Đảng.

## Hậu quả

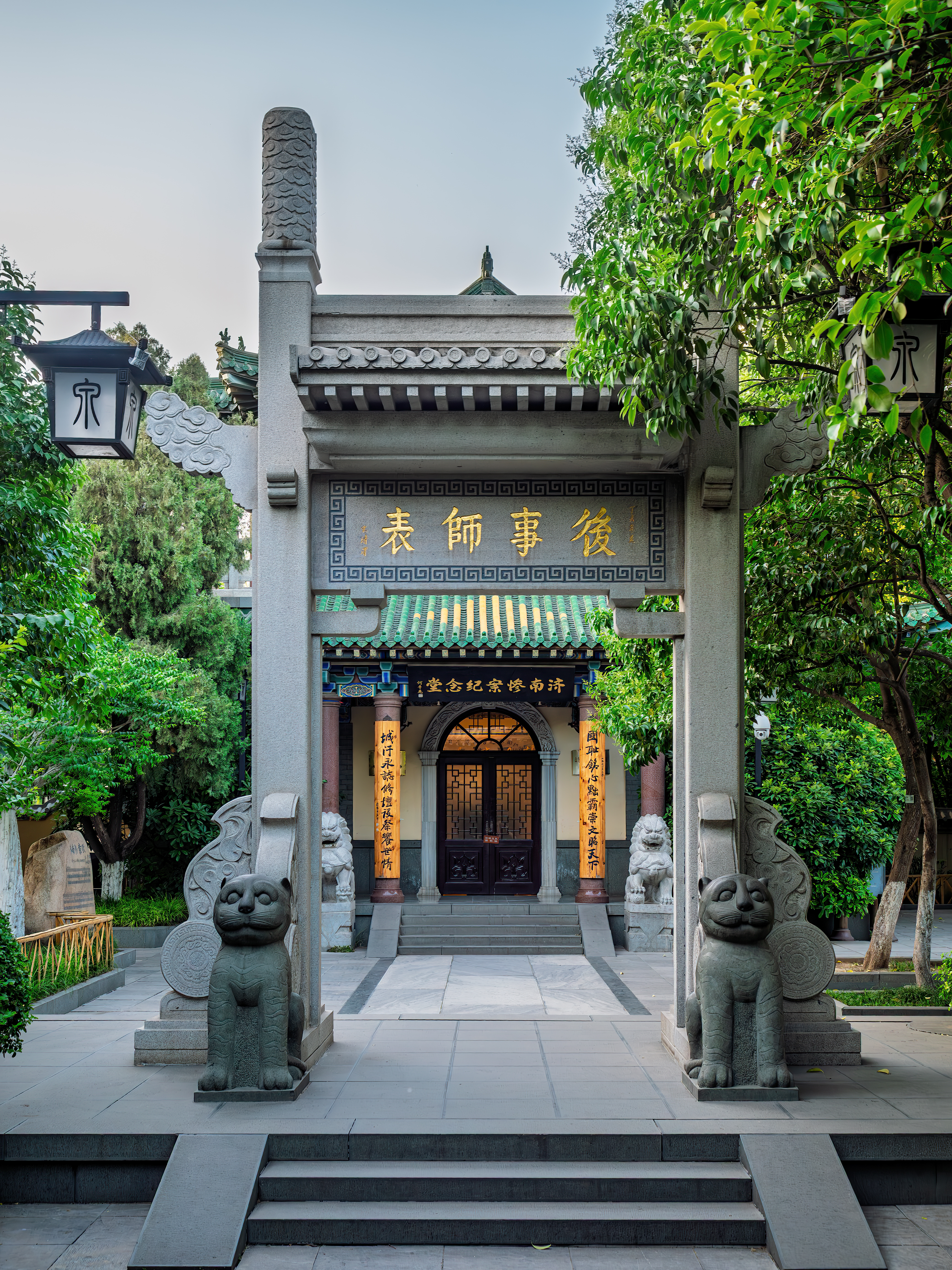
Nhà tưởng niệm Thảm án Tế Nam

Tưởng đã xin lỗi người Nhật vào ngày 10 tháng 5 và cách chức Hạ Diệu Tổ. Sau vụ việc, Tưởng quyết định sẽ viết một "cách để giết người Nhật" mỗi ngày trong nhật ký, và cũng viết rằng giờ đây ông coi người Nhật là kẻ thù lớn nhất của Trung Quốc. Biện minh cho việc lùi bước sau cuộc xung đột ở Tế Nam, ông nói thêm rằng "trước khi có thể trả thù, phải mạnh mẽ". Khi Tưởng thuyết giảng một nhóm học viên quân đội Trung Quốc về chủ đề này, ông thúc giục họ dồn hết sức lực để rửa sạch nỗi xấu hổ Tế Nam, nhưng phải che giấu sự thù hận cho đến giây phút cuối cùng. Thủ tướng Nhật Bản Tanaka, người cũng hy vọng tránh xung đột, đã mở cuộc đàm phán với Tưởng, và gần một năm sau, vào tháng 3 năm 1929, một thỏa thuận đã đạt được để chia sẻ trách nhiệm về sự cố Tế Nam, giải quyết tranh chấp và rút toàn bộ quân Nhật khỏi Sơn Đông.
Nếu đây là một trường hợp cụ thể riêng lẻ về sự quả quyết của Nhật Bản và sự phản kháng của Trung Quốc thì đã có thể đạt được một thỏa thuận rộng hơn. Tuy nhiên, quân đội của Tưởng tiếp tục mở rộng tầm kiểm soát ở miền bắc Trung Quốc và quân đội Nhật Bản ngày càng mất lòng tin với các lực lượng của chủ nghĩa dân tộc Trung Quốc. Theo nhà sử học Iriye Akira, sự kiện Tế Nam đã cho thấy bản chất yếu kém của hệ thống chỉ huy Nhật Bản và sự bất lực của quan chức chính phủ dân sự trong việc ngăn chặn hành động đơn phương của quân đội. Các nhà lãnh đạo quân đội Nhật Bản, ngày càng nằm ngoài sự kiểm soát của chính phủ dân sự, lo sợ rằng Tưởng sẽ đáp trả bằng cách kích động lòng yêu nước và đe dọa lợi ích của Nhật Bản ở miền nam Mãn Châu. Theo tiền lệ về hành động đơn phương của Fukuda ở Tế Nam, một nhóm sĩ quan của Đạo quân Quan Đông đã ám sát lãnh đạo của chính phủ Bắc Dương và người đứng đầu Mãn Châu Trương Tác Lâm vào ngày 4 tháng 6 năm 1928, mở ra một chuỗi các sự kiện tạo ra cơ sở cho Nhật Bản xâm lược Mãn Châu năm 1931.

## Tranh cãi về bức ảnh
Theo nhà nghiên cứu Nhật Bản Hara Masayoshi, hình ảnh các xác chết của công dân Nhật Bản bị thảm sát trong sự kiện Tế Nam khi đang khám nghiệm tử thi trong bệnh viện đã bị các nhà xuất bản Trung Quốc sử dụng trong sách giáo khoa để mô tả các thí nghiệm vũ khí sinh học của Nhật Bản. Những bức ảnh trên cũng đã xuất hiện trong một viện bảo tàng ở tỉnh Cát Lâm, và trong sách giáo khoa cấp trung học cơ sở. Những bức ảnh tương tự cũng đã bị sử dụng nhầm ở Nhật Bản, chẳng hạn như trong quyển "The Road to the Tokyo Trials" của Kuriya Kentarō hay trong một chương trình TV về sự khủng khiếp của chiến tranh. Có thể xem một số hình ảnh này bên dưới.

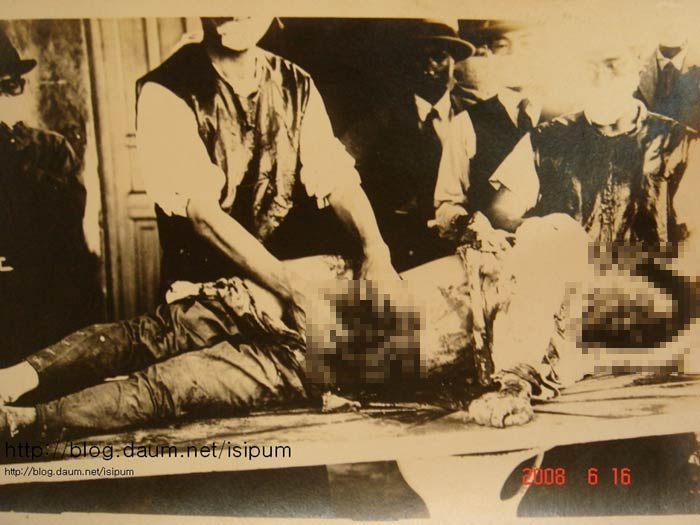
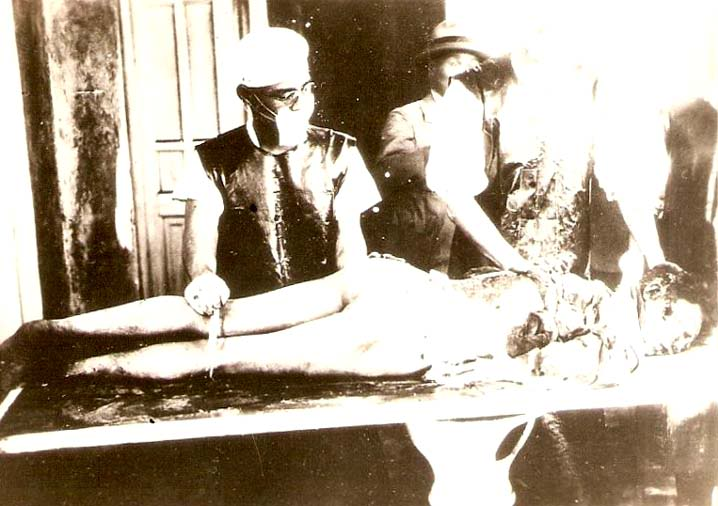
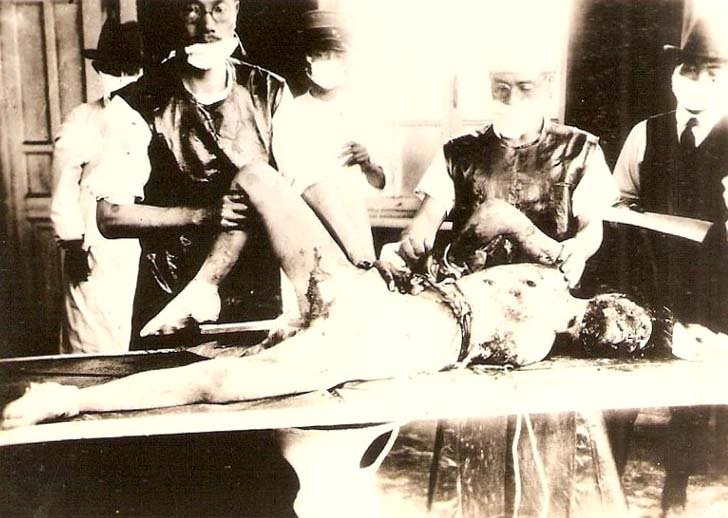

## Trích dẫn
1. ↑  Li 1987, tr. 238.
2. 1 2 3 4 5 6  Hata, Sase & Tsuneishi 2002, tr. 62–63.
3. 1 2 3 4  Jordan 1976, tr. 158.
4. ↑  Iriye 1990, tr. 125–126.
5. ↑  The New York Times, 30 May 1928
6. ↑  Iriye 1990, tr. 194.
7. ↑  Iriye 1990, tr. 145.
8. ↑  Iriye 1990, tr. 195–200.
9. 1 2  Jordan 1976, tr. 133.
10. ↑  Iriye 1990, tr. 195.
11. ↑  Iriye 1990, tr. 155.
12. 1 2  Luo 1994, tr. 352–353.
13. ↑  Iriye 1990, tr. 193–195.
14. 1 2 3 4 5  Jordan 1976, tr. 156.
15. 1 2 3  Iriye 1990, tr. 199–201.
16. ↑  Iriye 1990, tr. 197.
17. 1 2  Iriye 1990, tr. 198.
18. 1 2  Miyata 2006.
19. ↑  Jordan 1976, tr. 159–60.
20. ↑  Wilbur 1983, tr. 178–180.
21. ↑  Jordan 1976, tr. 158–159.
22. 1 2 3 4 5  Wilbur 1983, tr. 179.
23. ↑  The China Weekly Review, 12 May 1928, tr. 311.
24. 1 2  The China Weekly Review, 12 May 1928, tr. 313.
25. ↑  Iriye 1990, tr. 199.
26. ↑  Wei 2013, tr. 201–202.
27. 1 2 3 4 5  Jordan 1976, tr. 159.
28. ↑  Usui 1974, tr. 55.
29. 1 2  Nakamura 1989.
30. ↑  Chính quyền nhân dân thành phố Tế Nam (ngày 1 tháng 9 năm 2005). "The Year of 1928" (bằng tiếng Trung). Bản gốc lưu trữ ngày 24 tháng 7 năm 2012. Truy cập ngày 16 tháng 8 năm 2013. 蔡公时用日语抗议，日兵竟将其耳鼻割去，继又挖去舌头、眼睛。日军将被缚人员的衣服剥光，恣意鞭打，然后拉至院内用机枪扫射
31. ↑  Kudō 2010, tr. 173.
32. ↑  Iriye 1990, tr. 202.
33. 1 2  Wilbur 1983, tr. 180.
34. ↑  The New York Times, 11 May 1928
35. ↑  Iriye 1990, tr. 203–204.
36. ↑  Taylor 2009, tr. 82–83.
37. ↑  Taylor 2009, tr. 83.
38. ↑  Iriye 1990, tr. 205.
39. ↑  Iriye 1990, tr. 204.
40. ↑  Iriye 1990, tr. 212–213.
41. ↑  Iriye 1990, tr. 214.
42. 1 2  Hara 1999.